# Dirichletsche Betafunktion

Dirichletsche Betafunktion β(s)

Die dirichletsche Betafunktion, geschrieben mit dem griechischen Buchstaben {\displaystyle \beta }, ist eine spezielle mathematische Funktion, die in der analytischen Zahlentheorie, einem Teilgebiet der Mathematik, eine Rolle spielt. Sie bildet z. B. die Grundlage für die analytische Theorie der Verteilung der Primzahlen in den arithmetischen Folgen {\displaystyle 4m+1} und {\displaystyle 4m+3} und ist verwandt mit der riemannschen Zeta-Funktion.
Benannt wurde sie nach dem deutschen Mathematiker Peter Gustav Lejeune Dirichlet (1805–1859).

## Definition
Für eine komplexe Zahl {\displaystyle s}, deren Realteil größer als 0 ist, ist die Beta-Funktion definiert über die Dirichletreihe:
{\displaystyle \beta (s)=\sum _{n=0}^{\infty }{\frac {(-1)^{n}}{(2n+1)^{s}}}=1-{\frac {1}{3^{s}}}+{\frac {1}{5^{s}}}-{\frac {1}{7^{s}}}+{\frac {1}{9^{s}}}-+\ldots }
Obwohl dieser Ausdruck nur auf der rechten Halbebene {\displaystyle \mathbb {H} =\{s\in \mathbb {C} |\mathrm {Re} \,s>0\}} konvergiert, stellt er die Basis für alle weiteren Darstellungen der Beta-Funktion dar. Zur Berechnung der Beta-Funktion für alle Zahlen der komplexen Ebene bedient man sich ihrer analytischen Fortsetzung.

## Produktdarstellung
Für die Betafunktion existiert eine Produktdarstellung, die für alle komplexen {\displaystyle s}, deren Realteil größer als 1 ist, konvergiert.
{\displaystyle \beta (s)=\prod _{p\equiv 1\ \mathrm {mod} \ 4}{\frac {1}{1-p^{-s}}}\prod _{p\equiv 3\ \mathrm {mod} \ 4}{\frac {1}{1+p^{-s}}}}
Hierbei impliziert {\displaystyle p\equiv 1\ \mathrm {mod} \ 4}, dass über alle Primzahlen der Form {\displaystyle p=4m+1} (also {\displaystyle p=5,13,17,...}) multipliziert wird. Analog bedeutet {\displaystyle p\equiv 3\ \mathrm {mod} \ 4}, dass über alle Primzahlen, welche die Form {\displaystyle p=4m+3} besitzen (also {\displaystyle p=3,7,11,...}), multipliziert wird.

## Funktionalgleichung
Für alle {\displaystyle z\in \mathbb {C} } gilt die Funktionalgleichung:
{\displaystyle \beta (1-z)=\left({\frac {2}{\pi }}\right)^{z}\sin \left({\tfrac {1}{2}}\pi z\right)\Gamma (z)\beta (z).}
Hierbei ist {\displaystyle \Gamma (z)} die Gammafunktion.
Sie dehnt den Definitionsbereich der Beta-Funktion auf die gesamte komplexe Zahlenebene aus.

## Weitere Darstellungen
Über die Mellin-Transformation der Funktion {\displaystyle f(x)={\tfrac {1}{e^{x}+e^{-x}}}} erhält man die Integraldarstellung:
{\displaystyle \beta (s)={\frac {1}{\Gamma (s)}}\int \limits _{0}^{\infty }{\frac {x^{s-1}}{e^{x}+e^{-x}}}\,\mathrm {d} x,}
wobei {\displaystyle \Gamma (s)} wieder die Gammafunktion bezeichnet.
Zusammen mit der hurwitzschen Zetafunktion erhält man für alle komplexen {\displaystyle s} die Relation:
{\displaystyle \beta (s)=4^{-s}\left(\zeta \left(s,{\tfrac {1}{4}}\right)-\zeta \left(s,{\tfrac {3}{4}}\right)\right).}
Eine andere gleichwertige Darstellung für alle komplexen {\displaystyle s} schließt die transzendente lerchsche Zeta-Funktion {\displaystyle \Phi } ein und lautet:
{\displaystyle \beta (s)=2^{-s}\Phi \left(-1,s,{\tfrac {1}{2}}\right).}
Ebenso kann die Dirichletsche Betafunktion mit Hilfe der Abel-Plana-Formel für alle komplexen Zahlen {\displaystyle s\in \mathbb {C} } beschrieben werden:
{\displaystyle \beta (s)={\frac {1}{2}}+\int _{0}^{\infty }{\frac {\sin[s\arctan(x)]}{2(x^{2}+1)^{s/2}\sinh(\pi \,x/2)}}\,\mathrm {d} x}
Diese Formel geht aus folgendem Grundmuster hervor:
{\displaystyle \sum \limits _{n=0}^{\infty }(-1)^{n}f(n)={\frac {1}{2}}\,f(0)+i\int \limits _{0}^{\infty }{\frac {f(ix/2)-f(-ix/2)}{4\,\sinh(\pi \,x/2)}}\,\mathrm {d} x}
{\displaystyle f(n)={\frac {1}{(2n+1)^{s}}}}
Nach der Eulerschen Formel gilt dieser Zusammenhang:
{\displaystyle i{\biggl [}{\frac {1}{(ix+1)^{s}}}-{\frac {1}{(-ix+1)^{s}}}{\biggr ]}={\frac {2\sin[s\arctan(x)]}{(x^{2}+1)^{s/2}}}}
Über die Perronsche Formel und den Zusammenhang der Dirichletschen Betafunktion mit der Dirichletschen L-Funktion erhält man die folgende Integraldarstellung:
{\displaystyle \beta (s)=-s\int \limits _{1}^{\infty }{\Bigl \lfloor }\cos {\Bigl (}{\frac {\pi }{2}}x{\Bigr )}{\Bigr \rfloor }x^{-s-1}\,\mathrm {d} x,}
wobei {\displaystyle \lfloor x\rfloor } die Abrundungsfunktion bezeichnet.

## Spezielle Werte
Einige spezielle Werte der {\displaystyle \beta }-Funktion sind
{\displaystyle \beta (0)={\tfrac {1}{2}}}
{\displaystyle \beta (1)=\arctan 1={\frac {\pi }{4}}}
{\displaystyle \beta (2)=G\ }
{\displaystyle \beta (3)={\frac {\pi ^{3}}{32}}}
{\displaystyle \beta (4)={\frac {1}{768}}\left(\psi _{3}({\tfrac {1}{4}})-8\pi ^{4}\right)}
{\displaystyle \beta (5)={\frac {5\pi ^{5}}{1536}}}
{\displaystyle \beta (7)={\frac {61\pi ^{7}}{184320}}}
Hierbei bezeichnet {\displaystyle G} die catalansche Konstante und {\displaystyle \psi _{3}(z)} ist die dritte Polygammafunktion.
Allgemein gilt für positive ganze Zahlen {\displaystyle k\geq 0} die Darstellung:
{\displaystyle \beta (2k+1)={{({-1})^{k}}{E_{2k}}{\pi ^{2k+1}} \over {4^{k+1}}(2k)!},}
wobei {\displaystyle E_{n}} die {\displaystyle n}-te Euler-Zahl ist. Im Fall {\displaystyle k\leq 0} gilt
{\displaystyle \beta (k)={{E_{-k}} \over {2}}.}
Insbesondere gilt für natürliche {\displaystyle k}:
{\displaystyle \!\ \beta (-2k-1)=0.}

## Erzeugungsalgorithmus
Zur Ermittlung der Dirichletschen Betafunktionswerte von ungeraden Zahlen dienen auch folgende zwei Formeln:
{\displaystyle \beta (2n+1)={\frac {1}{n}}\sum _{m=1}^{n}\beta (2m-1)\lambda (2n+2-2m)}
{\displaystyle \lambda (v)={\frac {2^{v}-1}{2^{v}}}\,\zeta (v)}
Die Dirichletsche Lambdafunktion ist das arithmetische Mittel aus Riemannscher Zetafunktion und Dirichletscher Etafunktion.
Auf diese Weise können kaskadenartig die Dirichletschen Betafunktionswerte hervorgebracht werden:
{\displaystyle \beta (3)=\beta (1)\lambda (2)={\frac {\pi }{4}}\,{\frac {\pi ^{2}}{8}}={\frac {\pi ^{3}}{32}}}
{\displaystyle \beta (5)={\frac {1}{2}}\left[\beta (1)\lambda (4)+\beta (3)\lambda (2)\right]={\frac {1}{2}}\left({\frac {\pi }{4}}\,{\frac {\pi ^{4}}{96}}+{\frac {\pi ^{3}}{32}}{\frac {\pi ^{2}}{8}}\right)={\frac {5\pi ^{5}}{1536}}}
{\displaystyle \beta (7)={\frac {1}{3}}{\bigl [}\beta (1)\lambda (6)+\beta (3)\lambda (4)+\beta (5)\lambda (2){\bigr ]}={\frac {1}{3}}\left({\frac {\pi }{4}}\,{\frac {\pi ^{6}}{960}}+{\frac {\pi ^{3}}{32}}{\frac {\pi ^{4}}{96}}+{\frac {5\pi ^{5}}{1536}}{\frac {\pi ^{2}}{8}}\right)={\frac {61\pi ^{7}}{184320}}}

## Ableitung
Ein Ableitungsausdruck für alle {\displaystyle \mathrm {Re} \,s>0} ist gegeben durch:
{\displaystyle \beta ^{\prime }(s)=\sum _{n=1}^{\infty }(-1)^{n-1}{\frac {\ln(2n+1)}{(2n+1)^{s}}}.}
Spezielle Werte der Ableitungsfunktion sind:
{\displaystyle \beta ^{\prime }(-1)={\frac {2G}{\pi }}=0{,}583121\ldots }
{\displaystyle \beta ^{\prime }(0)=\ln {\frac {\Gamma ^{2}(1/4)}{2\pi {\sqrt {2}}}}=0{,}391594\ldots }
{\displaystyle \beta ^{\prime }(1)={\frac {\pi }{4}}\left(\gamma +2\ln 2+3\ln \pi -4\ln \Gamma ({\tfrac {1}{4}})\right)=0{,}192901\ldots }
Mit den gezeigten Werten werden die Resultate der Kummerschen Reihe behandelt.
(vgl. Folge A113847 in OEIS und Folge A078127 in OEIS mit der Euler-Mascheroni-Konstante {\displaystyle \gamma }).
Außerdem gilt für positive ganze Zahlen {\displaystyle n}:
{\displaystyle \sum _{k=1}^{\infty }\ln {\frac {(4k+1)^{1/(4k+1)^{n}}}{(4k-1)^{1/(4k-1)^{n}}}}=-\beta ^{\prime }(n).}

## Weiteres
Rivoal and Zudilin bewiesen 2003, dass mindestens einer der Werte {\displaystyle \beta (2)}, {\displaystyle \beta (4)}, {\displaystyle \beta (6)}, {\displaystyle \beta (8)}, {\displaystyle \beta (10)} und {\displaystyle \beta (12)} irrational ist.
Außerdem bewiesen Guillera und Sondow 2005 folgende Formel:
{\displaystyle \int \limits _{0}^{1}\int \limits _{0}^{1}{\frac {[-\ln(xy)]^{s}}{1+x^{2}y^{2}}}\mathrm {d} x\mathrm {d} y=\Gamma (s+2)\beta (s+2)}